# Buick Limited
Buick Limited – samochód osobowy klasy luksusowej produkowany pod amerykańską marką Buick w latach 1936–1942 oraz 1957–1958.

## Pierwsza generacja

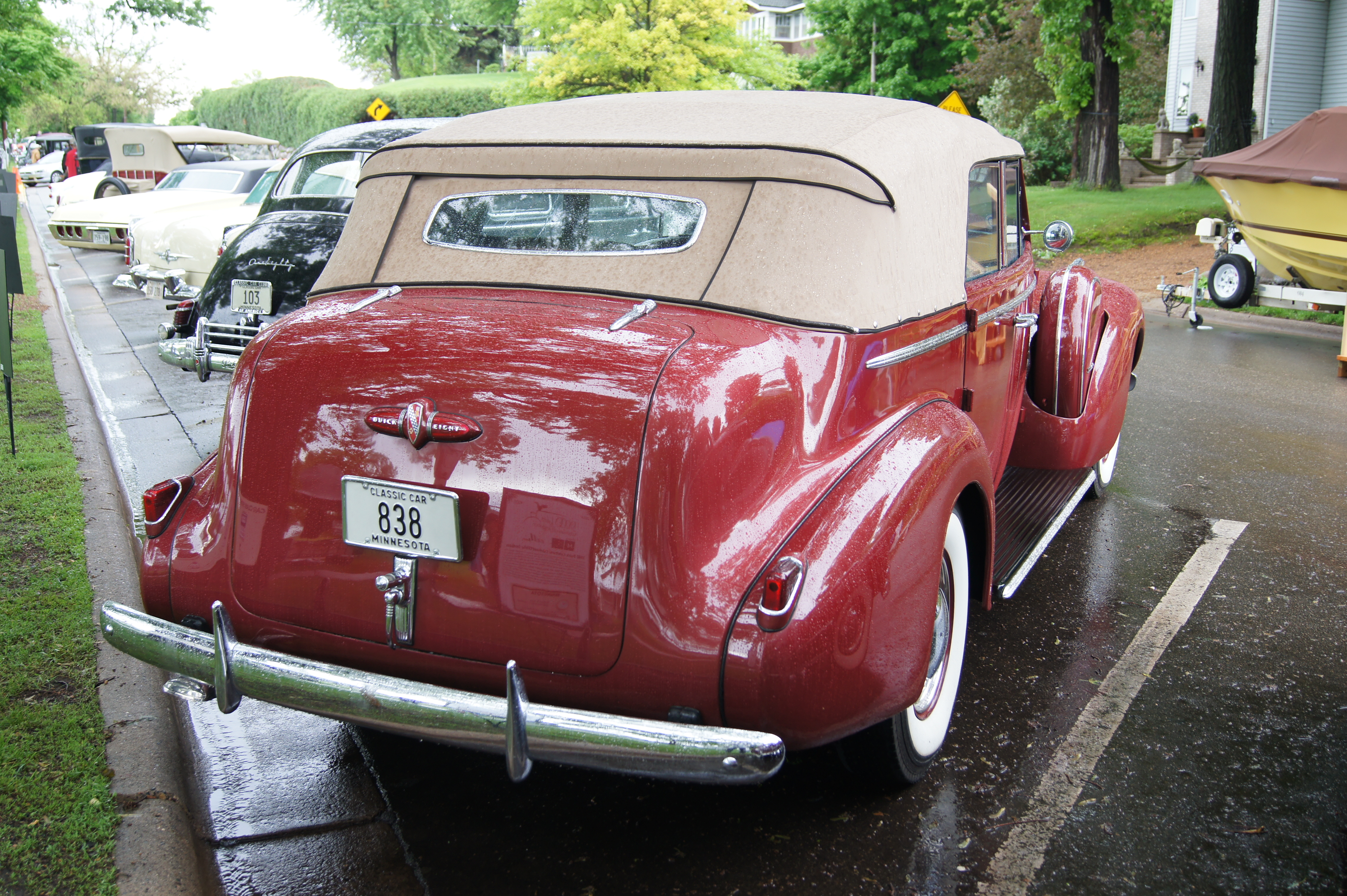
Buick Limited I - tył

Buick Limited I został zaprezentowany po raz pierwszy w 1936 roku.
Buick Limited po raz pierwszy pojawił się w ofercie marki jako luksusowa limuzyna będąca droższą i lepiej wyposażoną alternatywą dla modelu Century. Samochód wyróżniał się charakterystyczną sylwetką z wyraźnie zaznaczonymi nadkolami. W przypadku pierwszej generacji Buick pierwszy raz zastosował nazwę Limited dla autonomicznego modelu, a nie linii modelowej.

### Silnik
- V8 5.3l Buick

## Druga generacja

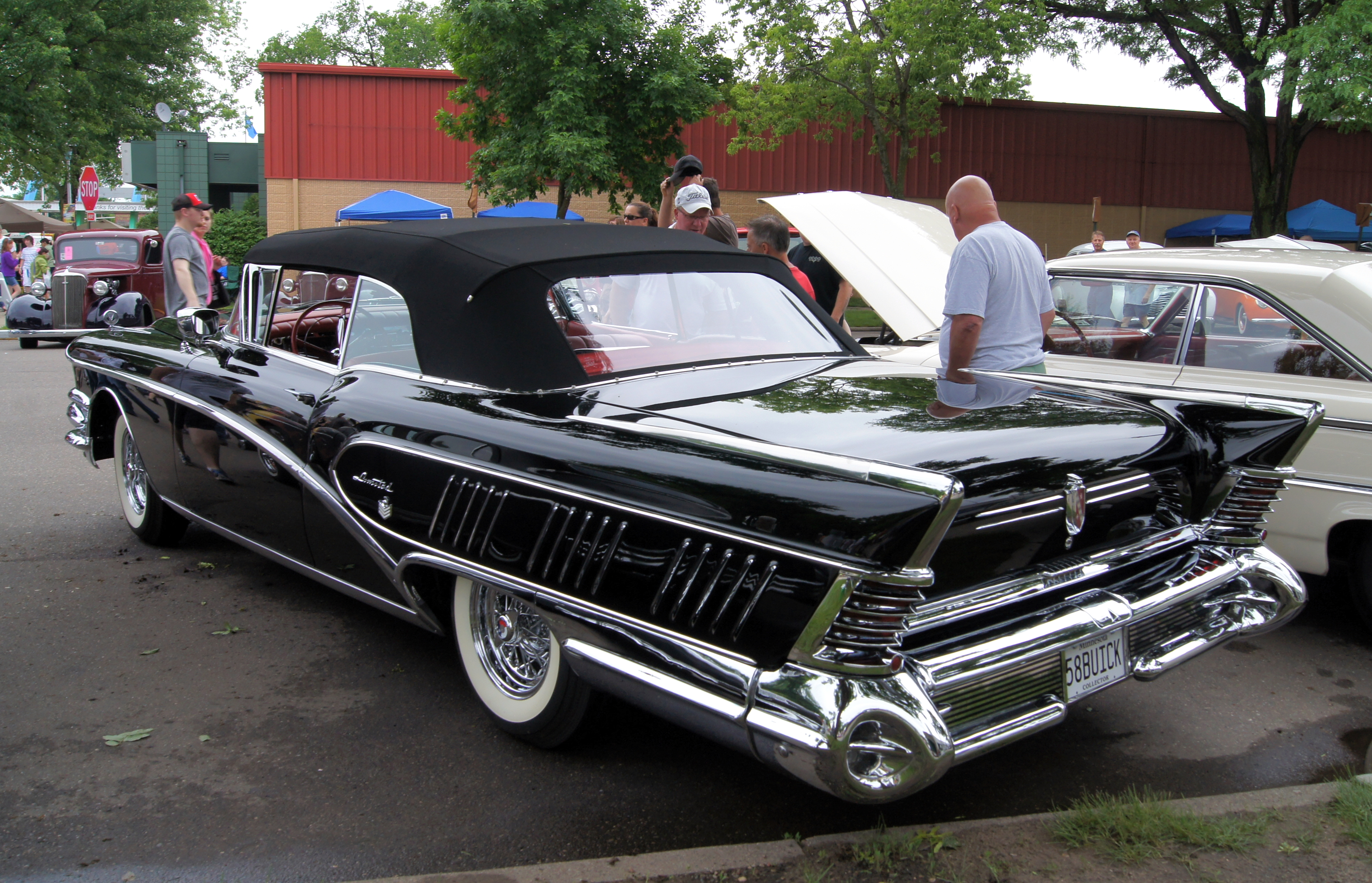
Buick Limited II - tył

Buick Limited II został zaprezentowany po raz pierwszy w 1957 roku.
Po raz drugi i ostatni Buick powrócił do stosowania nazwy Limited w 1957 roku dla pełnowymiarowej limuzyny plasującej się w ofercie ponownie powyżej modelu Century. Limited drugiej generacji był dostępny jako limuzyna, a ponadto – także dwudrzwiowe coupe. Produkcję zakończono po zaledwie roku rynkowej obecności.

### Silnik
- V8 6.0l Buick